# Vibrio cholerae
Vibrio cholerae (còn gọi là Kommabacillus) là một loài vi trùng gram âm gây bệnh tả ở người. V. cholerae và các loài khác thuộc chi Vibrio thuộc về lớp gamma của ngành Proteobacteria. Có hai chủng V. cholerae chính, chủng cổ điển và chủng El Tor, và một số nhóm huyết thanh (serogroup) khác.
V. cholerae được nhà giải phẫu học người Ý Filippo Pacini xác định gây ra bệnh tả vào năm 1854, tuy vậy khám phá của ông không được công nhận rộng rãi đến khi Robert Koch nghiên cứu độc lập sau đó ba mươi năm và công bố thông tin về bệnh cũng như phương pháp phòng chống.

## Hình ảnh

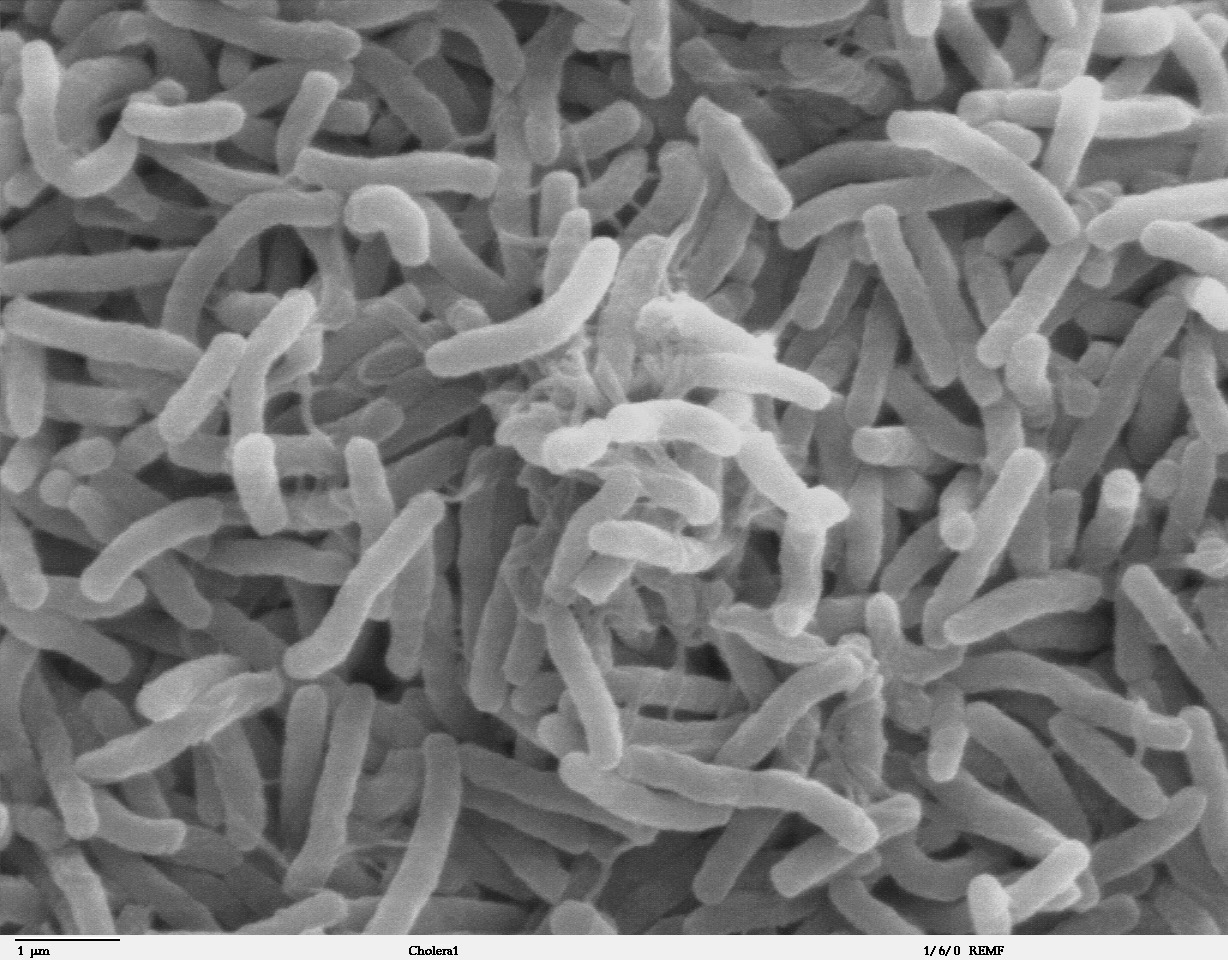
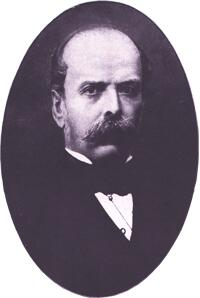
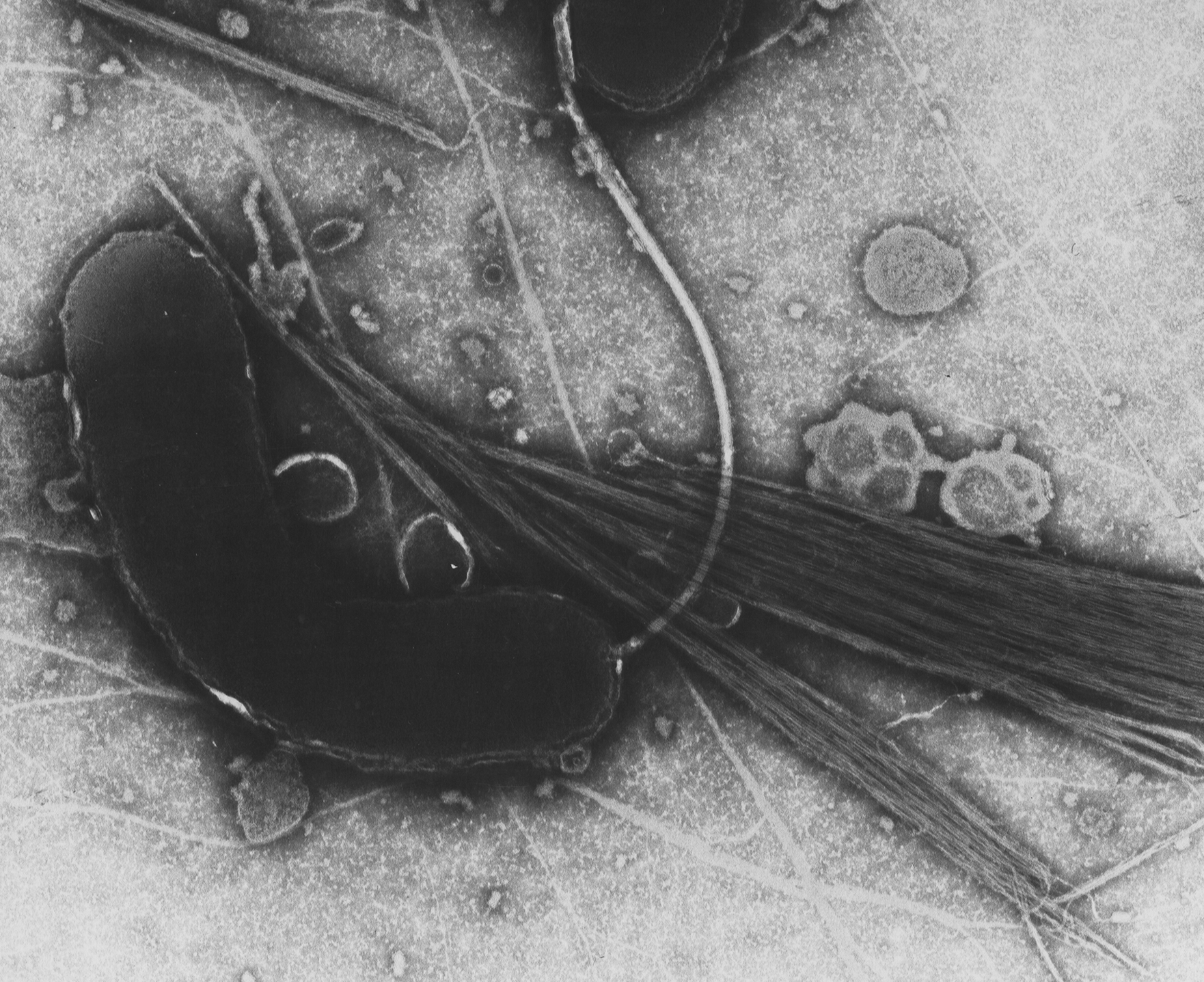